# Тополинский Лесхоз
Тополинский Лесхоз — посёлок в Угловском районе Алтайском крае. Входит в состав Тополинского сельсовета.
Расположен на краю Барнаульского ленточного бора в 1 км к западу от села Топольное, в 47 км к югу от села Угловское, в 100 км к юго-западу от Рубцовска, в 58 км к северу от Семея. Находится в 9 км от границы с Казахстаном, связан автодорогой с селом Топольное.

## Население
| 1997 | 1998 | 1999 | 2000 | 2001 | 2002 | 2003 |
| ---- | ---- | ---- | ---- | ---- | ---- | ---- |
| 216  | ↗220 | ↗234 | ↗235 | ↗247 | ↘244 | ↘242 |
| 2004 | 2005 | 2006 | 2007 | 2008 | 2009 | 2010 |
| ↘222 | ↘221 | ↘216 | ↘201 | ↘200 | ↘196 | ↗204 |
| 2011 | 2012 | 2013 |      |      |      |      |
| ↗205 | ↘200 | ↘196 |      |      |      |      |